# Taz Skylar
Tarek Yassin Skylar, noto come Taz Skylar (Tenerife, 5 dicembre 1995), è un attore britannico e spagnolo.

## Biografia
Skylar è nato e cresciuto sull'isola di Tenerife, in Spagna, da suo padre Hassan Yassin, un uomo arabo di origine sierraleonese-libanese, e sua madre Gwen Skylar, inglese nata nello Yorkshire. Ha la doppia nazionalità spagnola e britannica.
Ha lavorato come disegnatore di tavole da surf dall'età di 15 anni dopo aver lasciato il liceo. Ha tentato di arruolarsi come riservista nell'esercito britannico nel 2016, ma ha fallito i test medici dopo un incidente d'auto che gli ha causato una commozione cerebrale. Ha dovuto aspettare un anno prima di poter rifare domanda per arruolarsi nell'esercito, così ha iniziato a scrivere e recitare.
La sua carriera è iniziata nel Regno Unito, dove ha iniziato a recitare in vari piccoli ruoli. Nel 2015 è apparso nei cortometraggi Venom e Beautiful. Ha poi interpretato David nel cortometraggio Trophy e nel 2018 scrive e dirige la serie autoprodotta The Reserves. Nel 2018 dirige il cortometraggio Multi-Facial. L'anno seguente ha fatto il suo debutto cinematografico in The Kill Team, dove ha interpretato il sergente Dawes. Quell'anno ha interpretato inoltre Marty nel thriller Lie Low, diretto da Jamie Noel. Nel 2020 ha interpretato Jason in Villain. Nel 2022 ha preso parte a due episodi della serie televisiva Agatha Raisin, a due episodi di Progetto Lazarus e al film The Deal di Orsi Nagypal. 
Dal 2023 interpreta Sanji nella serie di Netflix One Piece, adattamento dell'omonimo manga.

## Filmografia

### Cinema
- The Kill Team, regia di Dan Krauss (2019)
- Lie Low, regia di Jamie Noel (2019)
- Villain, regia di Philip Barantini (2020)
- Boiling Point - Il disastro è servito (Boiling Point), regia di Philip Barantini (2021)
- The Deal, regia di Orsi Nagypal (2022)

### Televisione
- The Reserves – serie TV (2018-2019)
- Agatha Raisin – serie TV, episodi 4x02 e 4x03 (2022)
- Progetto Lazarus (The Lazarus Project) – serie TV, episodi 1x01 e 1x06 (2022)
- One Piece – serie TV, 4 episodi (2023-in corso)

### Cortometraggi
- Venom, regia di Jorge Carvajal (2015)
- Beautiful, regia di Jorge Carvajal (2015)
- Trophy, regia di Rupert Colegrave (2016)
- Neon, diretto da Ben Ogunbiyi (2018)
- Multi-Facial, regia di Taz Skylar (2018)
- The Final Gift, regia di T.J. Kalunga Jones (2019)
- BBC New Creatives: Aisle 17, regia di Mike Doxford (2021)
- Split Sole, regia di Barnaby Boulton (2021)
- Dead Silent, regia di Miriam Fox (2022)

## Riconoscimenti
- 2018 – People's Choice Award[3]
  - Miglior cortometraggio per Multi-Facial

## Doppiatori italiani
Nelle versioni in italiano delle opere in cui ha recitato, Taz Skylar è stato doppiato da:
- Ivan Spada in Boiling Point - Il disastro è servito
- Alessandro Campaiola in One Piece